# Cratere Marbach
Marbach  è un cratere sulla superficie di Marte.